# STS-70
STS-70 est la vingt et unième mission de la navette spatiale Discovery.

## Équipage
- Commandant : Terence T. Henricks (3)  États-Unis
- Pilote : Kevin R. Kregel (1)  États-Unis
- Spécialiste de mission : Nancy J. Currie (2)  États-Unis
- Spécialiste de mission : Donald A. Thomas (2)  États-Unis
- Spécialiste de mission : Mary Weber (1)  États-Unis

Entre parenthèses le nombre de vols spatiaux par astronaute (y compris la mission STS-70)
Quatre des cinq membres d'équipage ayant grandi dans l'Ohio, la mission est parfois surnommée The All-Ohio Space Shuttle Mission.

## Paramètres de mission
- Masse :
  - Poids total : ? kg
  - Charge utile : 20 159 kg
- Périgée : 257 km
- Apogée : 257 km
- Inclinaison : 28,5°
- Période orbitale : 90,5 min

## Objectifs
La mission STS-70 avait pour mission de déployer un satellite TDRS et de faire quelques expériences en orbite.